# Robert Leibnitz

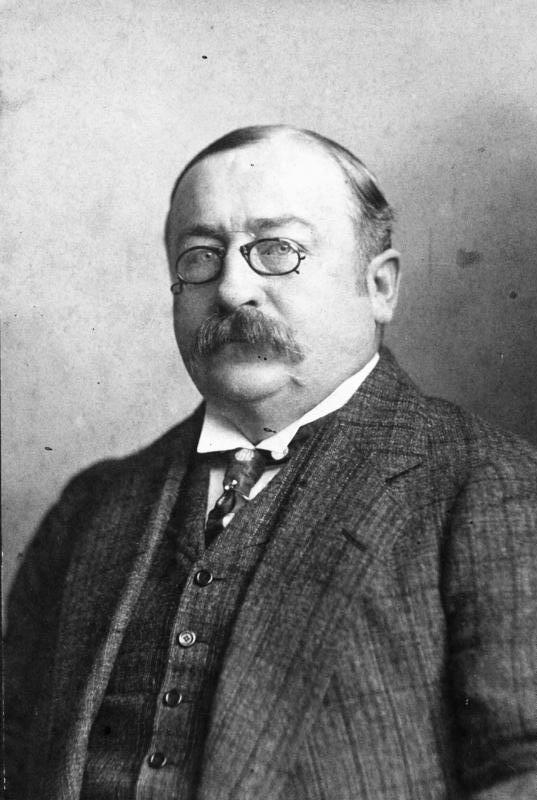
Robert Leibnitz (1910)

Robert Waldemar Leibnitz (* 22. Juni 1863 in Lindenaer Mühle im Schlossbezirk Dobrilugk, Kreis Luckau; † 22. November 1929 in Berlin-Zehlendorf) war ein deutscher Architekt.

## Leben
Während seines Architekturstudiums an der Technischen Hochschule (Berlin-)Charlottenburg trat Leibnitz im Wintersemester 1882/1883 dem Corps Saxonia-Berlin bei und war zusammen mit den späteren Architekten Arthur Kickton und Friedrich Jenner aktiv. 1890 begann seine Mitarbeit bei dem Architekten Carl Gause in der Firma G. & C. Gause. 1893 wurde er nach dem bestandenen 2. Staatsexamen zum Regierungsbaumeister (Assessor in der öffentlichen Bauverwaltung) ernannt. Nach seinem Studium beteiligte sich Leibnitz in Berlin an einigen evangelischen Kirchenbauten. 1900 schied er aus dem Staatsdienst aus und arbeitete von da an zunächst mit dem Architekten Ludwig von Tiedemann zusammen, möglicherweise als dessen Mitarbeiter. 1901 wurde er Mitinhaber der Baufirma G. & C. Gause. Nach dem Tod von Carl Gause war er ab 1907 der alleinige Inhaber und führte als prominentestes Projekt den Bau des Hotels Adlon in Berlin zu Ende. 1913 wurde ihm der Charakter als Baurat verliehen.

## Arbeiten und Entwürfe

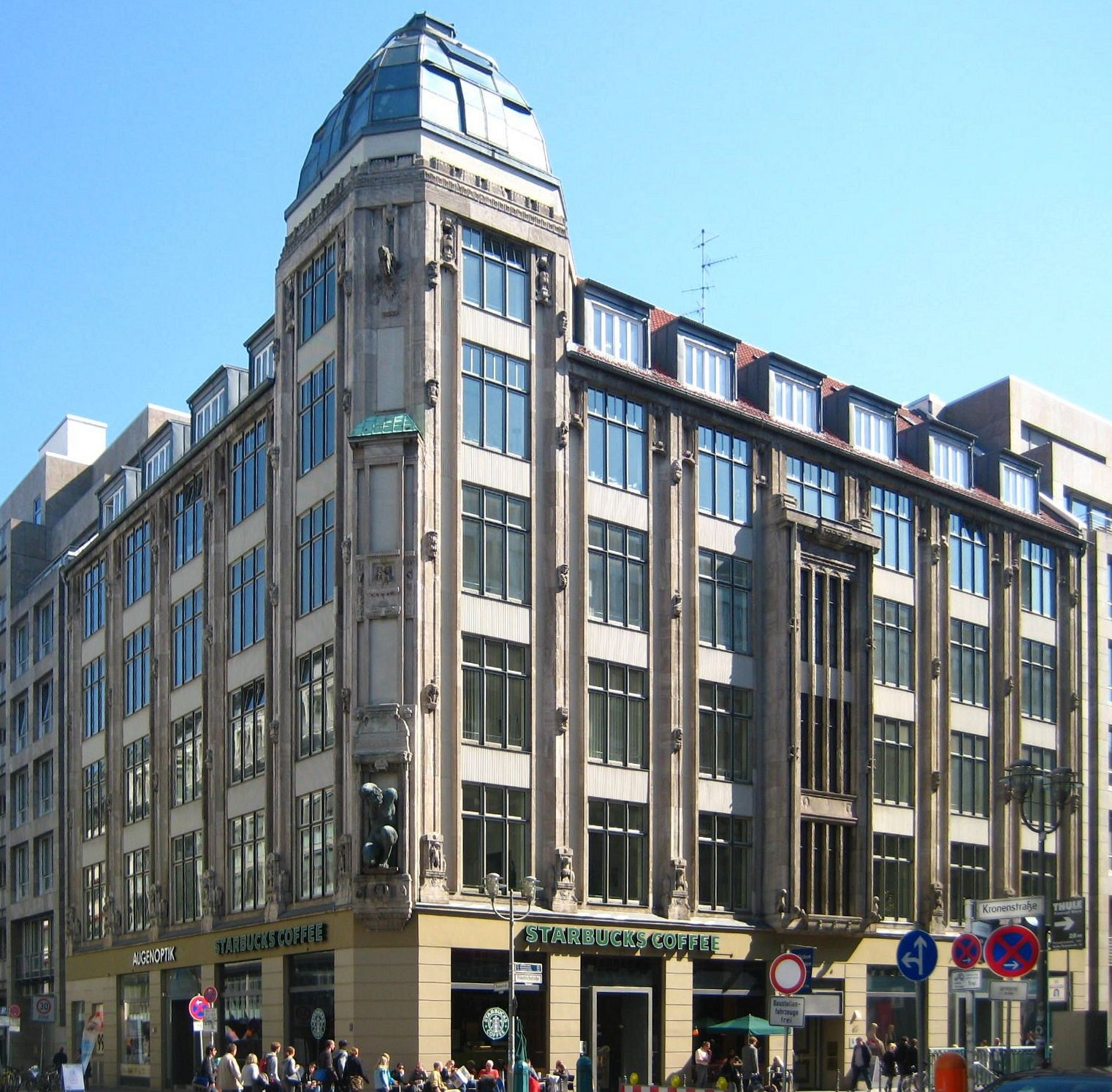
Geschäftshaus Friedrichstraße 61 in Berlin

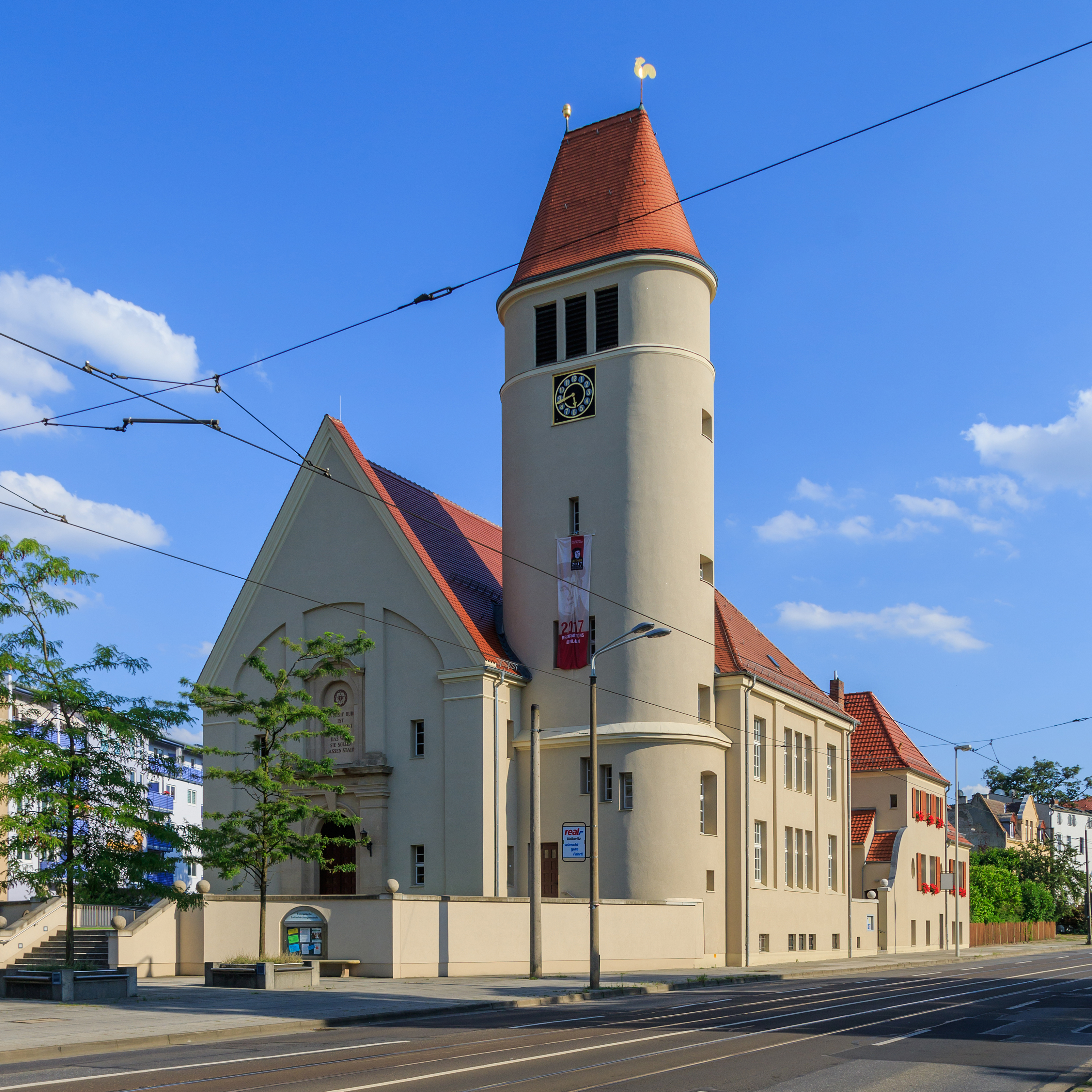
Lutherkirche in Cottbus (1912)

- 1893–1895: ev. Kaiser-Friedrich-Gedächtniskirche in Berlin (nach den Entwürfen von Johannes Vollmer, nicht mehr vorhanden, 1957 durch einen Neubau ersetzt)
- 1896–1897: Genezareth-Kirche in Erkner (mit Ludwig von Tiedemann)
- 1899–1900: ev. Verklärungskirche in Berlin-Adlershof, Arndstraße (ausgeführt durch Leibnitz nach Entwurf von Heinrich Klutmann)
- 1900–1902: ev. Bethanienkirche in Berlin-Weißensee, Mirbachplatz (mit Ludwig von Tiedemann, nur Turm erhalten)
- 1901–1911: Pfarrhaus in Berlin-Waidmannslust, Bondickstraße 76 (denkmalgeschützt)[7]
- 1902: Hotel Carlton[8] in Berlin-Mitte, Unter den Linden 17 (mit Carl Gause, 1999–2001 zur Preussag-Konzern-Repräsentanz umgebaut)
- 1902–1903: Kirchturm zur spätromanischen Dorfkirche Berlin-Rosenthal, Hauptstraße
- 1903–1905: ev. Glaubenskirche in Berlin-Lichtenberg, Roedeliusplatz (mit Ludwig von Tiedemann)
- 1904–1906: ev. Dreifaltigkeitskirche in Berlin-Lankwitz, Paul-Schneider-Straße (mit Ludwig von Tiedemann)
- 1905–1906: „Ausstellungshallen am Zoologischen Garten“ in Berlin, Hardenbergstraße (mit Carl Gause, zerstört)
- 1906–1907: Hotel Adlon in Berlin, Pariser Platz (mit Carl Gause, zerstört, nach 1990 formal anderer Neubau)
- 1907–1910: Auguste-Viktoria-Hospiz in Jerusalem
- 1907–1908: ev. Christuskirche (Berlin-Oberschöneweide), Firlstraße 16
- 1908: ev. Gemeindehaus „Haus Bethanien“ in Berlin-Weißensee, Mirbachplatz
- 1908: Grabmal Gause auf dem Friedhof der Ev. St. Petri-Luisenstadt-Kirchengemeinde (denkmalgeschützt)[9]
- 1908–1909: Mädler-Haus in Berlin-Mitte, Friedrichstraße 58 / Leipziger Straße 29
- 1909–1910: Geschäftshaus in Berlin-Mitte, Friedrichstraße 61 / Kronenstraße 15 (denkmalgeschützt)[10]
- 1911–1912: Griechische Botschaft in Berlin-Tiergarten, Hiroshimastraße 11a / Hildebrandstraße[11] (Kriegsruine wurde wiederaufgebaut)
- 1911–1912: Lutherkirche[12] mit Gemeindehaus in Cottbus, Thiemstraße 27
- 1911–1912: „Boarding-Palast“ (Appartement-Hotel), seit 1913 genannt „Hotel Cumberland“, seit 1914 „Cumberland-Haus“, in Berlin-Charlottenburg, Kurfürstendamm 193/194
- 1911–1913: städtische Festhalle in Bingen, Hindenburganlage 3[13]
- 1912–1913: evangelische Königin-Luise-Kirche in Berlin-Waidmannslust, Bondickstraße 14

## Auszeichnungen
- 1905 wurde Robert Leibitz mit dem Roten Adler-Orden IV. Klasse ausgezeichnet.[14]
- 1909 wurde ihm der Königliche Kronen-Orden III. Klasse verliehen.[15]
- 1910 wurde ihm die Auszeichnung mit dem Roten Adler-Orden III. Klasse mit Schleife zuteil.[16]
- 1911 erhielt er den kaiserlich russischen Sankt-Stanislaus-Orden II. Klasse.[17]
- 1912 erfolgte die Auszeichnung mit dem Ritterkreuz I. Klasse des Herzoglich Sachsen-Ernestinischen Hausordens.[18]